# Rumex papillaris
Rumex papillaris é uma espécie de planta com flor pertencente à família Polygonaceae. 
A autoridade científica da espécie é Boiss. & Reut., tendo sido publicada em Pugill. Pl. Afr. Bot. Hispan. 107. 1852.

## Portugal
Trata-se de uma espécie presente no território português, nomeadamente em Portugal Continental.
Em termos de naturalidade é endémica da Península Ibérica.

## Protecção
Não se encontra protegida por legislação portuguesa ou da Comunidade Europeia.